# 23 października
23 października jest 296. (w latach przestępnych 297.) dniem w kalendarzu gregoriańskim. Do końca roku pozostaje 69 dni.

## Święta
- Imieniny obchodzą: Bartłomiej, Domicjusz, German, Giedymin, Gracjan, Gracjana, Gracjanna, Honorat, Ignacy, Jan, Klotylda, Małogost, Marlena, Roman i Seweryn.
- Kambodża – Rocznica Paryskiego Porozumienia Pokojowego
- Kraje Ameryki Północnej – Dzień Mola (pomiędzy godzinami 6:02 i 18:02)
- Tajlandia – Dzień Pamięci Króla Chulalongkorna
- Węgry – Święto Niepodległości (Proklamacja Republiki/Rocznica Rewolucji 1956 roku)
- Wspomnienia i święta w Kościele katolickim[1][2] obchodzą:
  - bł. Arnold Rèche (zakonnik)
  - św. Jan Kapistran (franciszkanin obserwant)
  - św. Józef Bilczewski (arcybiskup; Kościół katolicki w Polsce; na świecie 20 marca)
  - św. Seweryn Boecjusz (męczennik)
  - bł. Męczennice z Valenciennes (również 17 października)
  - bł. Józefina Leroux (dziewica i męczennica)

## Wydarzenia w Polsce
- 1501 – Król Aleksander Jagiellończyk zatwierdził polsko-litewską unię mielnicką.
- 1580 – Wojna pskowska: kapitulacją rosyjskiej załogi zakończyło się oblężenie Zawłocza (5-23 października).
- 1793 – Sejm grodzieński ratyfikował II rozbiór Polski.
- 1817 – Założono Instytut Głuchoniemych w Warszawie.
- 1909 – Skradziono korony z obrazu Matki Boskiej Częstochowskiej na Jasnej Górze.
- 1913 – Otwarto pierwszy odcinek Ełckiej Kolei Wąskotorowej.
- 1918 – Rada Regencyjna Królestwa Polskiego powołała Józefa Świeżyńskiego na urząd premiera.
- 1929 – W Staruni w ówczesnym województwie stanisławowskim znaleziono jedyny na świecie kompletny egzemplarz wymarłego nosorożca włochatego z epoki plejstocenu.
- 1939 – Masakra 56 Polaków w zakładzie karnym w Inowrocławiu.
- 1943:
  - Egzekucja około 300 zakładników w ruinach warszawskiego getta.
  - Niemcy dokonali pacyfikacji wsi Śniadówka na Lubelszczyźnie i masakry jej mieszkańców.
  - Oddział Gwardii Ludowej dokonał zamachu na Bar Podlaski w Warszawie, w wyniku którego zginęło 18 Niemców.
- 1944:
  - Armia Czerwona zajęła Suwałki.
  - Założono Uniwersytet Marii Curie-Skłodowskiej w Lublinie.
- 1945 – Polskie Radio Katowice rozpoczęło emisję programu z radiostacji gliwickiej.
- 1950 – Na ulice Warszawy wyjechały pierwsze miejskie taksówki.
- 1967 – Debiut Marka Grechuty na festiwalu w Krakowie.
- 1971 – Ogłoszono wyroki w procesie przywódców antykomunistycznej organizacji „Ruch”.
- 1981 – Premiera filmu Wielka majówka w reżyserii Krzysztofa Regulskiego.
- 1983 – Premiera 1. odcinka serialu telewizyjnego Blisko, coraz bliżej w reżyserii Zbigniewa Chmielewskiego.
- 1984 – Zatrzymano sprawców uprowadzenia i zabójstwa ks. Jerzego Popiełuszki.
- 1987 – Utworzono Przedsiębiorstwo Państwowe Porty Lotnicze.
- 1989 – Premiera filmu psychologicznego Stan posiadania w reżyserii Krzysztofa Zanussiego.
- 1996:
  - Odsłonięto Pomnik Poległych w Powstaniu Poznańskim.
  - Sejm RP umorzył uchwałą postępowanie w sprawie pociągnięcia do odpowiedzialności konstytucyjnej i karnej osób związanych z wprowadzeniem i realizacją stanu wojennego.
- 2000 – Powstała Oficjalna Lista Sprzedaży (OLiS) Związku Producentów Audio-Video.
- 2005 – W II turze wyborów prezydenckich Lech Kaczyński pokonał Donalda Tuska, uzyskując 54,04% głosów.
- 2014 – W wyniku wybuchu gazu w kamienicy przy ulicy F. Chopina 18 w Katowicach zginęły trzy osoby (dziennikarze Dariusz Kmiecik i Brygida Frosztęga-Kmiecik oraz ich 2-letni syn), a 5 zostało rannych, z których jedna zmarła później w szpitalu.
- 2021 – Na kieleckiej Kadzielni odsłonięto Pomnik Matki Sybiraczki[3].

## Wydarzenia na świecie
- 42 p.n.e. – Marek Antoniusz i Oktawian August pokonali w drugiej bitwie pod Filippi przywódców spisku przeciw Gajuszowi Juliuszowi Cezarowi. Widząc swą klęskę Marek Juniusz Brutus popełnił samobójstwo.
- 425 – 6-letni Walentynian III został cesarzem zachodniorzymskim.
- 787 – Zakończyły się obrady Soboru nicejskiego II.
- 1086 – Almorawidzi pokonali wojska Leónu i Kastylii w bitwie pod Sagrajas.
- 1157 – W czasie walk o tron królewski w Danii stoczono bitwę na Wrzosowisku Hede.
- 1295 – Francja i Szkocja zawarły w Paryżu tzw. Stare Przymierze skierowane przeciwko Anglii.
- 1520 – W Akwizgranie Karol V Habsburg koronował się na króla Niemiec.
- 1596 – III wojna austriacko-turecka: rozpoczęła się bitwa pod Mezőkeresztes.
- 1621 – Założono miasto Santiago de Veraguas w Panamie.
- 1641 – Wybuchła rebelia irlandzka.
- 1642 – Angielska wojna domowa: armia Rojalistów pokonała siły Parlamentu w bitwie pod Edgehill.
- 1686 – V wojna austriacko-turecka: Segedyn na Węgrzech został wyzwolony spod okupacji tureckiej.
- 1702 – Wojna o sukcesję hiszpańską: zwycięstwo floty angielsko-holenderskiej nad francusko-hiszpańską w bitwie morskiej w zatoce Vigo.
- 1707 – Po raz pierwszy zebrał się brytyjski parlament.
- 1731 – W pożarze biblioteki w Ashburnham House w Westminsterze spłonęło doszczętnie 13 manuskryptów, a ok. 200 zostało uszkodzonych (w tym Codex Cottonianus).
- 1739 – Wielka Brytania wypowiedziała Hiszpanii tzw. wojnę o ucho Jenkinsa.
- 1812 – W Paryżu gen. Claude François de Malet podjął udaremnioną próbę obalenia będącego w trakcie odwrotu spod Moskwy Napoleona Bonapartego.
- 1834 – Mohammad Szah Kadżar został szachem Persji.
- 1848 – Wiosna Ludów: wojska habsburskie rozpoczęły szturm Wiednia.
- 1856 – II wojna opiumowa: eskadra 9 brytyjskich i 2 amerykańskich okrętów (fregat i kanonierek), wpłynęła na rzekę Xi Jiang i po ostrzale fortów nadbrzeżnych podeszła pod Kanton.
- 1859 – Wojna domowa w Argentynie: zwycięstwo wojsk federalnych nad siłami prowincji Buenos Aires w bitwie pod Cepedą.
- 1862:
  - Dimitrios Wulgaris został po raz drugi premierem Grecji.
  - W wojskowym zamachu stanu został obalony król Grecji Otton I.
- 1863 – Willem Cornelis Janse van Rensburg został zaprzysiężony na urząd prezydenta Transwalu.
- 1864 – Wojna secesyjna: zwycięstwo wojsk Unii w bitwie pod Wesport.
- 1870 – Założono Muzeum Polskie w Rapperswilu (Szwajcaria).
- 1888 – Zwodowano amerykański transatlantyk SS „City of Paris”.
- 1896 – W Addis Abebie podpisano traktat pokojowy kończący I wojnę włosko-abisyńską.
- 1906 – Alberto Santos-Dumont na samolocie No.14-bis przeleciał dystans 60 m, zdobywając tym samym nagrodę Ernesta Archdeacona za przelot co najmniej 25 m.
- 1910 – Vajiravudh został królem Syjamu.
- 1915 – I wojna światowa: brytyjski okręt podwodny zatopił na Bałtyku niemiecki krążownik pancerny SMS „Prinz Adalbert” wraz z 672-osobową załogą.
- 1921 – Podpisano traktat karski, na mocy którego Turcja przekazała państwu bolszewików Adżarię, w zamian otrzymując ormiańskie ziemie w rejonie Karsu.
- 1922 – Andrew Bonar Law został premierem Wielkiej Brytanii.
- 1923 – W Hamburgu wybuchło powstanie robotnicze pod przywództwem Komunistycznej Partii Niemiec.
- 1924 – W Mińsku wyjechały na trasy pierwsze autobusy miejskie.
- 1929 – Nowojorski drapacz chmur Chrysler Building przejął, po zamontowaniu iglicy, tytuł najwyższego budynku na świecie (318,9 m).
- 1933 – Włoski pilot Francesco Angello na hydroplanie MC 72 ustanowił obowiązujący do dziś rekord prędkości (709,21 km/h) dla tego typu samolotów z silnikami tłokowymi.
- 1939:
  - Dokonano oblotu japońskiego samolotu bombowo-torpedowego Mitsubishi G4M.
  - Premiera amerykańskiego filmu gangsterskiego Burzliwe lata dwudzieste w reżyserii Raoula Walsha.
- 1940 – Na granicy francusko-hiszpańskiej w Hendaye spotkali się Francisco Franco i Adolf Hitler.

- 1941:

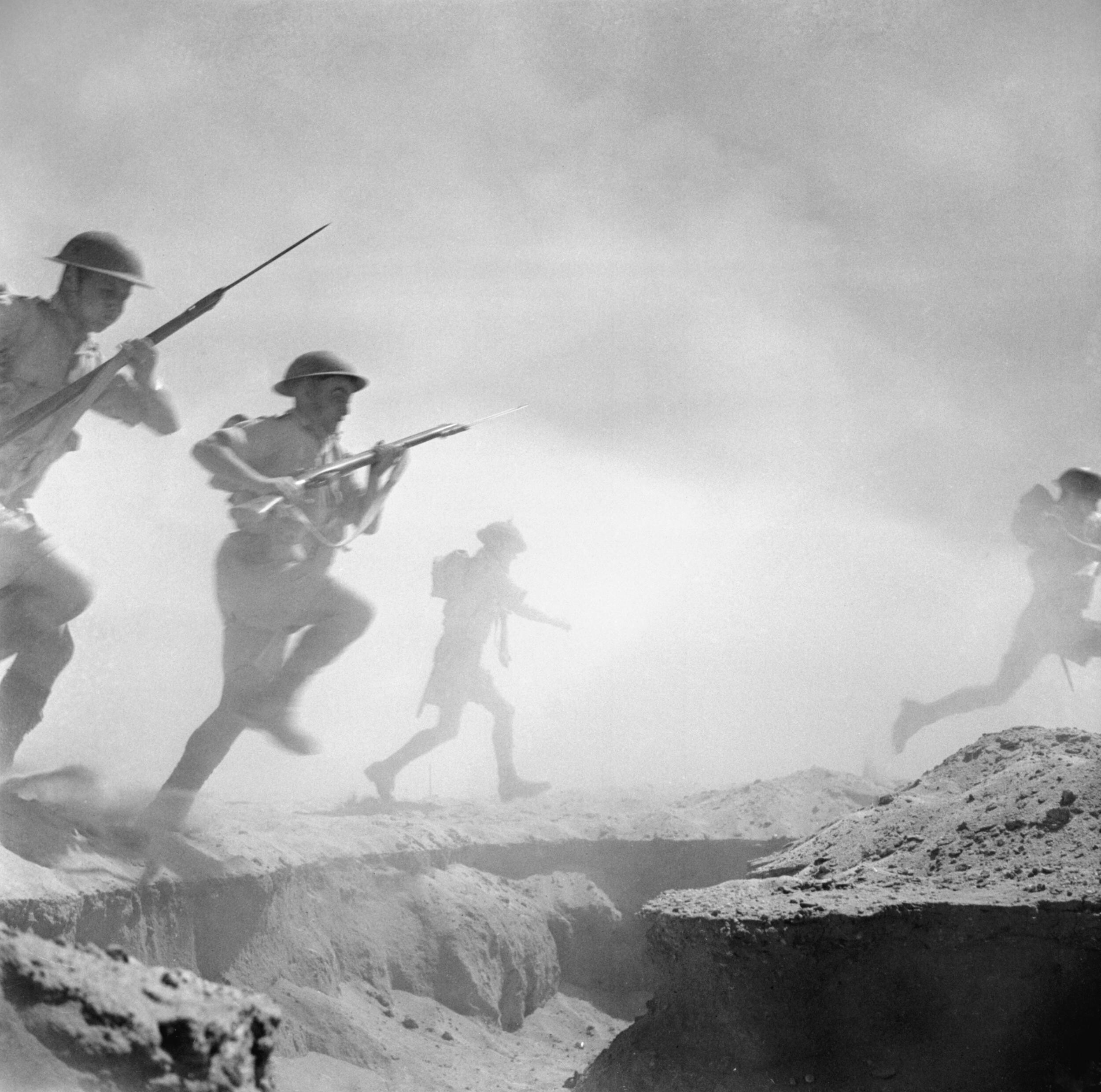
Piechota brytyjska pod El Alamein

  - Kampania śródziemnomorska: płynący w eskorcie konwoju HG75 z Gibraltaru do Wielkiej Brytanii niszczyciel HMS „Cossack” został storpedowany przez niemiecki okręt podwodny U-563(inne języki), w wyniku czego doszło do wybuchu amunicji i oderwania części dziobowej. Zginęło 159 członków załogi, w tym dowódca kmdr. por. Edward Lyon Berthon, a 28 zostało rannych. Rozbitków wraz z „pechowym” okrętowym kotem-maskotką Oscarem przejęły niszczyciel HMS „Legion”(inne języki) i francuski eskortowiec „Commandant Duboc”.
  - Premiera amerykańskiego filmu animowanego Dumbo w reżyserii Bena Sharpsteena i produkcji Walta Disneya.
  - W miejscowości Mesovouno w północnej Grecji niemieccy żołnierze rozstrzelali wszystkich (142 lub 165) mężczyzn w wieku 16-69 lat i podpalili zabudowania.
- 1942 – II wojna światowa w Afryce: rozpoczęła się II bitwa pod El Alamein.
- 1943 – Bitwa o Atlantyk: w trakcie bitwy koło Sept Îles niemieckie torpedowce zatopiły brytyjski krążownik i niszczyciel eskortowy, w wyniku czego zginęły 502 osoby; u południowego wybrzeża Islandii został zatopiony przez Brytyjczyków bombami głębinowymi niemiecki okręt podwodny U-274 wraz z całą, 48-osobową załogą.
- 1944 – Wojna na Pacyfiku: rozpoczęła się bitwa w zatoce Leyte.
- 1950 – Powołana po wybuchu I wojny izraelsko-arabskiej Komisja Rozjemcza Narodów Zjednoczonych przedstawiła raport ze swojej działalności na forum Zgromadzenia Ogólnego.
- 1952:
  - Premiera filmu Światła rampy w reżyserii Charlesa Chaplina.
  - W Niemczech Zachodnich została zdelegalizowana Socjalistyczna Partia Rzeszy.
- 1953 – Rozpoczęła emisję pierwsza filipińska stacja telewizyjna DZAQ-TV.
- 1954 – Podpisano Układy paryskie.
- 1955 – Referendum w Protektoracie Saary – odrzucenie statutu uzgodnionego w ramach układów paryskich w 1954
- 1956 – Na Węgrzech wybuchło powstanie antykomunistyczne.
- 1957 – Wybuchła wojna o Ifni między wojskami francusko-hiszpańskimi a marokańskimi.
- 1958 – Na łamach gazety „Le Journal de Spirou”, w odcinku komiksu autorstwa belgijskiego rysownika Peyo, po raz pierwszy pojawiły się Smerfy.
- 1960 – Premiera westernu Siedmiu wspaniałych w reżyserii Johna Sturgesa.
- 1962 – Został wydany nakaz aresztowania kilku redaktorów zachodnioniemieckiego tygodnika „Der Spiegel” (m.in. Conrada Ahlersa oraz wydawcy i redaktora naczelnego Rudolfa Augsteina), którym zarzucono zdradę tajemnicy państwowej.
- 1963:
  - W czasie sztormu hiszpański frachtowiec MV „Juan Ferrer” wpadł na skały u wybrzeża Kornwalii, w wyniku czego zginęło 11 spośród 15 członków załogi.
  - W rozegranym z okazji 100. rocznicy założenia The Football Association meczu towarzyskim Anglia pokonała na stadionie Wembley drużynę Reszty Świata 2:1.
- 1965 – Zainaugurował działalność Uniwersytet w Nicei.
- 1967 – Dokonano oblotu hydroplanu gaśniczego Canadair CL-215.
- 1970:
  - Na Wielkiej Pustyni Słonej w stanie Utah Amerykanin Gary Gabelich na samochodzie rakietowym Blue Flame po raz pierwszy w historii przekroczył pojazdem naziemnym barierę 1000 km/h.
  - Otwarto Stadion Narodowy na Barbadosie.
- 1971:
  - Otwarto halę sportową Palau Blaugrana w Barcelonie.
  - Za zgodą władz komunistycznych prymas Węgier kardynał József Mindszenty, po 15 latach pobytu w ambasadzie amerykańskiej w Budapeszcie, wyjechał do Wiednia.
- 1974 – Podczas odbywającej się w Wiedniu 75. sesji MKOL Moskwa została wybrana na gospodarza XXII Letnich Igrzysk Olimpijskich w 1980 roku, pokonując w finałowym głosowaniu amerykańskie Los Angeles.
- 1978 – Liechtenstein został członkiem Rady Europy.
- 1980 – Nikołaj Tichonow został premierem ZSRR.
- 1981:
  - Devan Nair został prezydentem Singapuru.
  - Nad Dunajem w Nowym Sadzie otwarto Most Wolności.
- 1983 – W Bejrucie eksplodowały dwie ciężarówki wypełnione trotylem, w wyniku czego zginęło 269 żołnierzy amerykańskich i francuskich.
- 1986 – Były dyktator Republiki Środkowoafrykańskiej Jean-Bédel Bokassa licząc na odzyskanie władzy powrócił do ojczyzny, gdzie został natychmiast aresztowany.
- 1989:
  - Proklamowano powstanie Republiki Węgierskiej.
  - Ukazało się pierwsze wydanie hiszpańskiego dziennika El Mundo.
- 1991 – W Paryżu podpisano porozumienie pokojowe kończące konflikt w Kambodży.
- 1992:
  - Akihito jako pierwszy w historii japoński cesarz przybył z oficjalną wizytą do ChRL.
  - Słoweńscy wspinacze Marko Prezelj i Andrej Stremfelj po raz pierwszy weszli na szczyt siedmiotysięcznika Melungtse w chińskich Himalajach.
- 1993 – 10 osób zginęło, a 57 zostało rannych w wyniku zamachu bombowego przeprowadzonego przez Irlandzką Armię Republikańską (IRA) na sklep rybny w Belfaście.
- 1995 – USA uznały Jerozolimę za stolicę Izraela.
- 1996 – Papież Jan Paweł II w liście do Papieskiej Akademii Nauk stwierdził, że teoria ewolucji Darwina jest czymś więcej niż tylko hipotezą.
- 1998 – Uruchomiono Swatch Internet Time.
- 2000 – Rafik al-Hariri został po raz drugi premierem Libanu.
- 2001 – Premiera iPoda.
- 2002 – Czeczeńscy terroryści zaatakowali moskiewski teatr na Dubrowce, biorąc około 700 zakładników.
- 2004:
  - 40 osób zginęło, a 3183 zostały ranne w wyniku trzęsienia ziemi o sile 6,8 stopnia w skali Richtera, które nawiedziło japońskie miasto Niigata.
  - Brazylia wystrzeliła w przestrzeń kosmiczną swoją pierwszą rakietę VSB-30.
- 2005 – Bł. Józef Bilczewski został kanonizowany przez papieża Benedykta XVI.
- 2006 – Na Węgrzech odbyły się uroczystości upamiętniające 50. rocznicę powstania z 1956 roku. W ich trakcie w kilku punktach Budapesztu wybuchły starcia między policją a demonstrantami żądającymi ustąpienia premiera Ferenca Gyurcsánya.
- 2008:
  - Chiński dysydent Hu Jia został laureatem Nagrody Sacharowa przyznawanej przez Parlament Europejski.
  - Wojna domowa na Sri Lance: rozpoczęła się bitwa pod Kilinochchi.
- 2011:
  - 604 osoby zginęły, a 4152 zostały ranne w wyniku trzęsienia ziemi o sile 7,1 stopnia w skali Richtera w tureckiej prowincji Wan.
  - Nowe władze Libii oficjalnie ogłosiły wyzwolenie kraju i zakończenie wojny domowej.
  - Odbyły się pierwsze po obaleniu dyktatury prezydenta Zajna al-Abidina ibn Alego wybory do Zgromadzenia Konstytucyjnego Tunezji.
- 2015 – 43 osoby zginęły, a 8 zostało rannych w zderzeniu autokaru z ciężarówką w Puisseguin koło Bordeaux we Francji.
- 2018 – Nguyễn Phú Trọng został prezydentem Wietnamu.
- 2020 – Ersin Tatar został prezydentem Cypru Północnego.
- 2023 – We wsi Conqueiros w środkowej Portugalii w wieku 31 lat i 5 miesięcy padł Bobi, najstarszy pies na świecie.

## Eksploracja kosmosu
- 1975 – Radziecka sonda Wenera 10 weszła na orbitę Wenus.
- 2007 – Rozpoczęła się misja STS-120 wahadłowca Discovery.
- 2011 – Niemiecki satelita badawczy ROSAT spłonął w atmosferze nad Zatoką Bengalską.

## Urodzili się
- 1255 – Ferdynand de la Cerda, infant i następca tronu Kastylii (zm. 1275)
- 1532 – Joachim Cureus, niemiecki pisarz, teolog, historyk, lekarz (zm. 1573)
- 1543 – Juan de la Cueva, hiszpański poeta, dramaturg (zm. 1612)
- 1552 – Odet de Turnèbe, francuski dramaturg (zm. 1881)
- 1636 – Jadwiga Eleonora z Holsztynu-Gottorp, królowa Szwecji (zm. 1715)
- 1677 – Giuseppe Antonio Petrini, szwajcarski malarz (zm. 1759)
- 1689 – Johann Christoph von Bartenstein, austriacki arystokrata, polityk, dyplomata (zm. 1767)
- 1695 – François de Cuvilliés, bawarski architekt, dekorator pochodzenia walońskiego (zm. 1768)
- 1698 – Ange-Jacques Gabriel, francuski architekt (zm. 1782)
- 1715 – Piotr II Romanow, car Rosji (zm. 1730)
- 1731 – Antoni Dobrzeniewski, polski paulin, malarz (zm. 1784)
- 1734 – Nicolas Edme Restif, francuski pisarz (zm. 1806)
- 1736 – Robert Franciszek Guérin du Rocher, francuski jezuita, męczennik, błogosławiony (zm. 1792)
- 1750 – Thomas Pinckney, amerykański wojskowy, polityk, dyplomata (zm. 1828)
- 1756 – François Chabot, francuski polityk, rewolucjonista (zm. 1794)
- 1766:
  - Emmanuel de Grouchy, francuski generał, marszałek i par Francji (zm. 1847)
  - Joachim-Jean-Xavier d’Isoard, francuski duchowny katolicki, arcybiskup metropolita Auch, dziekan Roty Rzymskiej, kardynał (zm. 1839)
- 1769 – James Ward, brytyjski malarz, grawer, ilustrator (zm. 1859)
- 1770 – George Ramsay, brytyjski arystokrata, administrator, kolonialny (zm. 1838)
- 1795 – Simone Quaglio, niemiecki malarz pochodzenia włoskiego (zm. 1878)
- 1796 – Stefano Franscini, szwajcarski polityk (zm. 1857)
- 1800:
  - Henri Milne-Edwards, francuski lekarz, zoolog, muzealnik (zm. 1885)
  - Enrico Orfei, włoski duchowny katolicki, arcybiskup Rawenny, kardynał (zm. 1870)
- 1801:
  - Albert Lortzing, niemiecki kompozytor, śpiewak, aktor (zm. 1851)
  - Fortunat Saryusz Wolski, polski sierżant, uczestnik powstania listopadowego, urzędnik kolejowy (zm. 1848)
- 1805 – Adalbert Stifter, austriacki pisarz (zm. 1868)
- 1806 – Ferdinand von Rayski, niemiecki malarz, grafik (zm. 1890)
- 1808:
  - Marcin Giersz, polski pedagog, pisarz, działacz społeczny na Mazurach (zm. 1895)
  - Antoni Krzyżanowski, polski cieśla, budowniczy, przedsiębiorca, działacz niepodległościowy (zm. 1895)
  - Benno Hann von Weyhern, niemiecki generał kawalerii (zm. 1890)
- 1809 – Pietro Thouar, włoski pisarz, wydawca (zm. 1861)
- 1813:
  - Ludwig Leichhardt, niemiecki podróżnik, odkrywca (zm. ok. 1848)
  - Felix Ravaisson-Mollien, francuski filozof, archeolog, historyk sztuki (zm. 1900)
- 1814 – Fryderyk, książę Szlezwika-Holsztynu-Sonderburga-Glücksburga (zm. 1885)
- 1817 – Pierre Larousse, francuski pisarz, leksykograf, wydawca (zm. 1875)
- 1818 – Gaetano Alimonda, włoski duchowny katolicki, arcybiskup Turynu, kardynał (zm. 1891)
- 1821 – Teodor Chrząński, polski malarz, heraldyk (zm. 1887)
- 1822 – Gustav Spörer, niemiecki astronom (zm. 1895)
- 1823:
  - Jan Kępiński, polski ziemianin, działacz społeczny (zm. 1897)
  - Hans Kudlich, austriacko-amerykański lekarz, polityk (zm. 1917)
  - Antoni Pietkiewicz, polsko-białoruski pisarz, biograf, publicysta, tłumacz, dziennikarz (zm. 1903)
- 1825 – Julius Kühn, niemiecki agronom, fitopatolog, wykładowca akademicki (zm. 1910)
- 1830 – Władysław Nehring, polski językoznawca, historyk, wykładowca akademicki (zm. 1909)
- 1834 – Gaspare Stanislao Ferrari, włoski jezuita, astronom (zm. 1903)
- 1835 – Adlai Ewing Stevenson, amerykański polityk, wiceprezydent USA (zm. 1914)
- 1837:
  - Michael Hicks-Beach, brytyjski arystokrata, polityk (zm. 1916)
  - Moritz Kaposi, węgierski dermatolog (zm. 1902)
- 1840 – Mary Mathews Adams, amerykańska poetka (zm. 1902)
- 1843:
  - Jan Raczyborski, polski rzeźbiarz, sztukator (zm. 1917)
  - Robert Zanibal, polski nauczyciel, działacz narodowy, pisarz ludowy, krajoznawca, folklorysta (zm. 1878)
- 1844:
  - Sarah Bernhardt, francuska aktorka i reżyserka (zm. 1923)
  - Édouard Branly, francuski lekarz, fizyk, wynalazca (zm. 1940)
  - Robert Bridges, brytyjski poeta (zm. 1930)
  - Wilhelm Leibl, niemiecki malarz (zm. 1900)
  - Karl Radda, niemiecki historyk (zm. 1885)
- 1846 – Aleksandr Archangielski, rosyjski kompozytor, dyrygent (zm. 1924)
- 1847 – Franciszek Morawski, polski stolarz, dziennikarz, działacz niepodległościowy i socjalistyczny (zm. 1906)
- 1848:
  - Amalia z Saksonii-Coburg-Gotha, księżna bawarska (zm. 1894)
  - Bronisław Łoziński, polski prawnik, historyk prawa, polityk, publicysta (zm. 1911)
- 1851 – Samuel Meyerson, polski laryngolog pochodzenia żydowskiego (zm. 1939)
- 1852 – Jean-Louis Forain, francuski malarz (zm. 1931)
- 1853:
  - Capistrano de Abreu, brazylijski historyk, wykładowca akademicki (zm. 1927)
  - Oskar Szeller, polski prawnik, sędzia Sądu Najwyższego (zm. 1929)
- 1854 – Annie Lorrain Smith, brytyjska mykolog (zm. 1937)
- 1855 – Nikołaj Jung, rosyjski oficer marynarki wojennej pochodzenia niemieckiego (zm. 1905)
- 1866 – Aurelia Arambarri Fuente, hiszpańska zakonnica, męczennica, błogosławiona (zm. 1936)
- 1868 – Frederic William Lanchester, brytyjski inżynier, konstruktor samochodów (zm. 1946)
- 1870 – Stanisław Karpiński, polski bankowiec, minister skarbu, prezes Banku Polskiego (zm. 1943)
- 1871 – Gjergj Fishta, albański duchowny katolicki, poeta, tłumacz, działacz niepodległościowy (zm. 1940)
- 1872:
  - Antoni Chołoniewski, polski dziennikarz, publicysta, działacz narodowy (zm. 1924)
  - Edward Słoński, polski poeta, prozaik (zm. 1926)
- 1873 – William D. Coolidge, amerykański fizyk (zm. 1975)
- 1875:
  - Gilbert Lewis, amerykański fizykochemik, wykładowca akademicki (zm. 1946)
  - Carl Thaulow, norweski żeglarz sportowy (zm. 1942)
- 1876 – Franz Schlegelberger, niemiecki prawnik, polityk nazistowski, minister sprawiedliwości (zm. 1970)
- 1878 – Marcin Samlicki, polski malarz (zm. 1945)
- 1880:
  - Dominikus Böhm, niemiecki architekt (zm. 1955)
  - Una O’Connor, irlandzka aktorka (zm. 1959)
- 1882 – Adam Ebenberger, polski inżynier budowy maszyn i elektrotechniki (zm. 1932)
- 1883 – Emil Hagström, szwedzki żeglarz sportowy (zm. 1941)
- 1885:
  - Jan Czochralski, polski chemik, metaloznawca, wynalazca, wykładowca akademicki (zm. 1953)
  - Lawren Harris, kanadyjski malarz (zm. 1970)
- 1886 – Bolesław Lisowski, polski polityk, poseł na Sejm Ustawodawczy (zm. 1942)
- 1887:
  - Janko Bojmír, słowacki nauczyciel, inspektor szkolny, działacz turystyczny, publicysta (zm. 1970)
  - Nikołaj Glebow-Awiłow, radziecki polityk (zm. 1937)
  - Simon Rrota, albański malarz, fotografik (zm. 1961)
- 1888 – Kazimierz Strzemiński, polski malarz, pedagog (zm. 1938)
- 1889:
  - Frieda Fromm-Reichmann, niemiecko-amerykańska lekarka, psychoanalityk (zm. 1957)
  - Zigmas Toliušis, litewski polityk (zm. 1971)
- 1890 – Abd al-Hamid Karami, libański przywódca religijny, polityk, premier Libanu (zm. 1950)
- 1892:
  - Gummo Marx, amerykański aktor komediowy (zm. 1977)
  - Tadeusz Mitraszewski, polski prawnik (zm. 1960)
  - Andrzej Zubrzycki, polski nauczyciel, działacz społeczny, polityk, poseł na Sejm RP (zm. 1942)
- 1893:
  - Jean Absil, belgijski kompozytor (zm. 1974)
  - Jean Acker, amerykańska aktorka (zm. 1978)
- 1894:
  - Adam Dzianott, polski podpułkownik dyplomowany (zm. 1981)
  - Al McCoy, amerykański bokser (zm. 1966)
  - Isabella Moore, brytyjska pływaczka (zm. 1975)
- 1895:
  - Russell Brain, brytyjski neurolog (zm. 1966)
  - Jadwiga Kobendzina, polska geograf, geomorfolog (zm. 1989)
  - Stefan Luranc, chorąży Legionów Polskich (zm. 1916)
- 1896:
  - Kęstutis Bulota, litewski wszechstronny sportowiec, inżynier (zm. 1941)
  - Roman Jakobson, rosyjski językoznawca, slawista, teoretyk literatury i języka (zm. 1982)
  - Stefan Mossor, polski generał dywizji (zm. 1957)
  - Pelagia Relewicz-Ziembińska, polska aktorka (zm. 1972)
- 1897:
  - Jean Bayard, francuski rugbysta (zm. 1995)
  - Jerzy Adam Brandhuber, polski malarz (zm. 1981)
  - Dawid Bruski, polski nauczyciel, działacz społeczny, polityk, senator RP (zm. 1980)
  - Jerzy Wyszomirski, polski poeta, prozaik, krytyk literacki i filmowy (zm. 1955)
- 1898:
  - Wilhelm Brandenstein, austriacki językoznawca, historyk (zm. 1967)
  - Jan Domański, polski ekonomista, polityk, działacz ruchu ludowego, poseł na Sejm PRL (zm. 1978)
- 1899:
  - Konstantin Kuzniecow, rosyjski operator filmowy (zm. 1982)
  - Filip Oktiabrski, radziecki admirał (zm. 1969)
  - Karl Winkler, niemiecki piłkarz, trener (zm. 1960)
- 1900:
  - Seweryn Kulesza, polski major kawalerii, jeździec sportowy (zm. 1983)
  - Oliver Law, amerykański wojskowy, związkowiec, działacz komunistyczny (zm. 1937)
- 1901:
  - Valerian Gracias, indyjski duchowny katolicki, arcybiskup Bombaju, kardynał (zm. 1978)
  - Nikolai Karotamm, estoński polityk komunistyczny (zm. 1969)
  - Konstanty Narkiewicz-Jodko, polski fizyk, podróżnik, taternik, alpinista, polarnik (zm. 1963)
- 1902 – Karol Świtalski, polski duchowny luterański, kapelan WP (zm. 1993)
- 1903:
  - Friedel Berges, niemiecki pływak (zm. 1969)
  - Richard Thomalla, niemiecki funkcjonariusz nazistowski, zbrodniarz wojenny (zm. 1945)
  - Maurice Tillet, francuski wrestler (zm. 1954)
- 1904:
  - Ford Bond, amerykański spiker radiowy (zm. 1962)
  - Maximilien de Fürstenberg, belgijski kardynał (zm. 1988)
  - Władimir Sudiec, radziecki marszałek lotnictwa, polityk (zm. 1981)
- 1905:
  - Giuseppe Bartolozzi, włoski matematyk (zm. 1982)
  - Matus Bisnowat, radziecki konstruktor techniki lotniczej i rakietowej (zm. 1977)
  - Felix Bloch, amerykański fizyk, wykładowca akademicki, laureat Nagrody Nobla pochodzenia szwajcarskiego (zm. 1983)
  - Henryk Rudnicki, polski dziennikarz, działacz społeczny (zm. 1980)
  - Yen Chia-kan, tajwański polityk, prezydent Tajwanu (zm. 1993)
- 1906:
  - Antoni Frankowski, polski generał brygady (zm. 2001)
  - Antoni Kenar, polski rzeźbiarz, pedagog (zm. 1959)
- 1907 – Jewgienij Łoginow, radziecki marszałek lotnictwa, polityk (zm. 1970)
- 1908:
  - Abdurachman Awtorchanow, rosyjski pisarz, politolog (zm. 1997)
  - František Douda, czeski lekkoatleta, kulomiot (zm. 1990)
  - Ilja Frank, rosyjski fizyk, laureat Nagrody Nobla (zm. 1990)
  - Elek Schwartz, rumuński piłkarz, trener pochodzenia żydowskiego (zm. 2000)
  - Martin Tietze, niemiecki saneczkarz (zm. 1942)
- 1909:
  - Victor Brougham, brytyjski arystokrata, wojskowy (zm. 1967)
  - Zellig Sabbetai Harris, amerykański językoznawca pochodzenia żydowskiego (zm. 1992)
  - Mohamed Latif, egipski piłkarz, trener (zm. 1990)
  - Boris Popow, radziecki polityk (zm. 1993)
- 1910:
  - Sven Höglund, szwedzki kolarz szosowy (zm. 1995)
  - Simeon Rusakiew, bułgarski językoznawca (zm. 1991)
  - Nikołaj Winogradow, radziecki lekarz, polityk (zm. 1977)
- 1911 – Bagrat Ioannisiani, ormiański inżynier, konstruktor sprzętu astronomicznego (zm. 1985)
- 1912:
  - Roman Owidzki, polski malarz, grafik, pedagog (zm. 2009)
  - Aleksander Rogalski, polski publicysta, historyk literatury (zm. 1996)
- 1913 – Lili Liliana, polska aktorka pochodzenia żydowskiego (zm. 1989)
- 1914 – Tadeusz Galiński, polski dziennikarz, polityk, minister kultury i sztuki (zm. 2013)
- 1915:
  - Vic Buckingham, angielski piłkarz, trener (zm. 1995)
  - Józef Kuraś, polski porucznik, uczestnik podziemia antykomunistycznego (zm. 1947)
  - Walerij Marisow, radziecki polityk (zm. 1992)
- 1916 – Stefan Rydel, polski aktor (zm. 2007)
- 1918:
  - Bolesław Drobiński, polski major pilot, as myśliwski (zm. 1995)
  - Jan Kowalczyk, polski archeolog (zm. 2007)
- 1919:
  - Imre Boba, węgierski historyk pochodzenia polskiego (zm. 1996)
  - Wiktor Grotowicz, polski aktor (zm. 1985)
  - Tadeusz Jabłoński, polski pisarz, dziennikarz (zm. 2019)
  - Jurij Wotincew, radziecki generał pułkownik artylerii, polityk (zm. 2005)
- 1920:
  - Anatolij Basistow, radziecki generał porucznik lotnictwa, inżynier, konstruktor (zm. 1998)
  - Lygia Clark, brazylijska rzeźbiarka, malarka, autorka instalacji (zm. 1988)
  - Ted Fujita, amerykański meteorolog pochodzenia japońskiego (zm. 1998)
  - Seweryn Lewandowski, polski konstruktor, wykładowca akademicki, pisarz (zm. 2017)
  - Jan Olejniczak, polski artysta plastyk, pedagog (zm. 1994)
  - Gianni Rodari, włoski pisarz (zm. 1980)
- 1921:
  - Henryk Derwich, polski rysownik, karykaturzysta (zm. 1983)
  - Stanisław Piotrowski, polski duchowny katolicki, wykładowca teologii dogmatycznej (zm. 2006)
- 1922:
  - William Carew, kanadyjski duchowny katolicki, arcybiskup, nuncjusz apostolski (zm. 2012)
  - Coleen Gray, amerykańska aktorka (zm. 2015)
  - Manszuk Mamietowa, radziecka czerwonoarmistka (zm. 1943)
- 1923:
  - René Darbois, francuski pilot wojskowy (zm. 1955)
  - Grzegorz Prącik, polski sędzia i działacz piłkarski (zm. 2013)
  - Ned Rorem, amerykański kompozytor (zm. 2022)
  - Wiktor Sadecki, polski aktor (zm. 1987)
  - Bhairon Singh Shekhawat, indyjski polityk, wiceprezydent Indii (zm. 2010)
  - Achille Silvestrini, włoski duchowny katolicki, wysoki urzędnik Kurii Rzymskiej, kardynał (zm. 2019)
- 1924:
  - Andrzej Duma, polski pisarz, uczestnik powstania warszawskiego (zm. 2021)
  - Claude Netter, francuski florecista (zm. 2007)
  - Krystyna Zielińska-Zarzycka, polska dziennikarka, polityk, poseł na Sejm PRL (zm. 2007)
- 1925:
  - Johnny Carson, amerykański aktor (zm. 2005)
  - José Freire Falcão, brazylijski duchowny katolicki, arcybiskup Teresiny i Brasílii, kardynał (zm. 2021)
  - Maria Korniłowicz, polska pisarka, tłumaczka (zm. 1996)
  - Nanni Loy, włoski aktor, reżyser i scenarzysta filmowy (zm. 1995)
  - Jochen Müller, niemiecki piłkarz (zm. 1985)
- 1926:
  - Larry Crockett, amerykański kierowca wyścigowy (zm. 1955)
  - Janet Young, brytyjska polityk (zm. 2002)
- 1927:
  - Hans Batz, niemiecki polityk (zm. 1986)
  - Jan Cygan, polski językoznawca, anglista, wykładowca akademicki (zm. 2021)
  - Stanisław Fryń, polski generał dywizji (zm. 1997)
  - Dezső Gyarmati, węgierski piłkarz wodny (zm. 2013)
  - Bolesław Kamykowski, polski scenograf i kostiumograf filmowy, malarz, pedagog (zm. 1993)
  - Leszek Kołakowski, polski filozof, eseista, publicysta (zm. 2009)
  - Andrzej Strumiłło, polski malarz, grafik, rzeźbiarz, scenograf, poeta, prozaik (zm. 2020)
  - Jan Telec, polski polityk, przewodniczący Prezydium MRN Gorzowa Wielkopolskiego (zm. 2003)
  - Edvin Vesterby, szwedzki zapaśnik
- 1928:
  - Józef Borgosz, polski filozof (zm. 1997)
  - Bella Darvi, polska aktorka pochodzenia żydowskiego (zm. 1971)
  - Andrzej Kwilecki, polski socjolog, wykładowca akademicki (zm. 2019)
  - Moris Maurin, francuski zakonnik (zm. 2018)
- 1929:
  - Luis Alarcón, chilijski aktor (zm. 2023)
  - Tamaz Gamkrelidze, gruziński lingwista (zm. 2021)
  - Witold Wołodkiewicz, polski prawnik, wykładowca akademicki (zm. 2021)
  - Bohdan Wróblewski, polski aktor (zm. 2012)
- 1930:
  - Thomas Flanagan, amerykański duchowny katolicki, biskup pomocniczy San Antonio (zm. 2019)
  - Olga Koszutska, polska aktorka (zm. 2002)
  - Andrzej Kowalski, polski malarz, grafik, prozaik, eseista, pedagog (zm. 2004)
  - Abe Segal, południowoafrykański tenisista (zm. 2016)
  - Władysław Staniszewski, polski aktor (zm. 1991)
- 1931:
  - Jim Bunning, amerykański baseballista, polityk, senator (zm. 2017)
  - Bruno Corbucci, włoski reżyser i scenarzysta filmowy (zm. 1996)
  - Diana Dors, brytyjska aktorka (zm. 1984)
  - Johnny Kitagawa, japoński przedsiębiorca (zm. 2019)
  - Helmut Krätzl, austriacki duchowny katolicki, biskup pomocniczy Wiednia (zm. 2023)
- 1934:
  - Jan Borkowski, polski dziennikarz muzyczny (zm. 2021)
  - Zdzisław Fiuk, polski działacz partyjny i państwowy, przewodniczący MRN w Sosnowcu
- 1935:
  - Stanisław Fiszer, polsko-francuski architekt
  - Egon Franke, polski florecista, szablista (zm. 2022)
  - Zbigniew Rudziński, polski kompozytor, pedagog (zm. 2019)
- 1936:
  - Andrzej Jasiński, polski pianista, pedagog
  - Philip Kaufman, amerykański reżyser i scenarzysta filmowy pochodzenia żydowskiego
  - Mike Monty, amerykański aktor, scenarzysta i producent filmowy (zm. 2006)
  - Leszek Zaleski, polski astronom, nauczyciel, działacz opozycji antykomunistycznej (zm. 2022)
- 1937:
  - Tadeusz Bartos, polski polityk, senator RP (zm. 2012)
  - Jean-Pierre Cot, francuski prawnik, polityk
  - Giacomo Russo, włoski kierowca wyścigowy (zm. 1967)
  - Boris Zubkow, radziecki i rosyjski polityk (zm. 2007)
- 1938:
  - Klaus Bittner, niemiecki wioślarz
  - Eugenio Fascetti, włoski piłkarz, trener
  - Zdeňka Hledíková, czeska historyk, archiwistka (zm. 2018)
- 1939:
  - Stanley Anderson, amerykański aktor (zm. 2018)
  - Maria Jarząbek-Chorzelska, polska immunodermatolog (zm. 2004)
  - Gerard Kusz, polski duchowny katolicki, biskup pomocniczy gliwicki (zm. 2021)
  - László Lugossy, węgierski reżyser filmowy
  - Joanna Staręga-Piasek, polska polityk, poseł na Sejm RP
- 1940:
  - Ellie Greenwich, amerykańska piosenkarka, kompozytorka (zm. 2009)
  - Antoni Młotek, polski duchowny katolicki, teolog (zm. 2018)
  - Pelé, brazylijski piłkarz, działacz sportowy, polityk, minister sportu (zm. 2022)
  - Wanda Sokołowska, polska polityk, poseł na Sejm RP (zm. 1994)
- 1941:
  - Gerhard Gleich, austriacki artysta plastyk, pedagog
  - Veronica Hardstaff, brytyjska nauczycielka, działaczka samorządowa, polityk
  - René Metge, francuski kierowca wyścigowy i rajdowy (zm. 2024)
  - Igor Smirnow, mołdawski polityk, prezydent Naddniestrza
- 1942:
  - Michael Crichton, amerykański pisarz, reżyser, scenarzysta i producent filmowy (zm. 2008)
  - Ryszard Jaworski, polski operator filmowy
  - Ferdynand Motas, polski polityk, samorządowiec, prezydent Tczewa (zm. 2015)
  - Anita Roddick, brytyjska producentka kosmetyków (zm. 2007)
- 1943:
  - Václav Neckář, czeski piosenkarz, aktor
  - Fred Schmidt, amerykański pływak
  - Brunon Synak, polski socjolog, polityk, samorządowiec (zm. 2013)
- 1944:
  - Warren Burton, amerykański aktor (zm. 2017)
  - Francisco Cases Andreu, hiszpański duchowny katolicki, biskup Wysp Kanaryjskich
- 1945:
  - Thomas Dabre, indyjski duchowny katolicki, biskup Puny
  - Hugh Fraser, brytyjski aktor, reżyser teatralny
  - Maggi Hambling, brytyjska malarka, rysowniczka, rzeźbiarka
  - Krystyna Konecka, polska dziennikarka, reporterka, poetka, fotografka
  - Kim Larsen, duński muzyk i wokalista rockowo-popowy (zm. 2018)
  - Bernard Nottage, bahamski lekkoatleta, sprinter, działacz sportowy, polityk (zm. 2017)
  - Michel Vautrot, francuski sędzia piłkarski
- 1946:
  - Sören Karlsson, szwedzki żużlowiec
  - Mel Martinez, amerykański polityk, senator
  - Jairo do Nascimento, brazylijski piłkarz (zm. 2019)
  - Miklós Németh, węgierski lekkoatleta, oszczepnik
- 1947:
  - Agustín Cortés Soriano, hiszpański duchowny katolicki, biskup Sant Feliu de Llobregat
  - Kazimierz Deyna, polski piłkarz (zm. 1989)
  - Abd al-Aziz ar-Rantisi, palestyński polityk (zm. 2004)
- 1948:
  - Gerd Niebaum, niemiecki prawnik, działacz piłkarski
  - Wołodymyr Radczenko, ukraiński generał, polityk, szef SBU (zm. 2023)
- 1949:
  - Michael Burston, brytyjski gitarzysta, członek zespołu Motörhead (zm. 2011)
  - Harald Grosskopf, niemiecki perkusista, kompozytor, producent muzyczny
  - Chenjerai Hunzvi, zimbabwejski polityk (zm. 2001)
  - Anatolij Jabłunowski, ukraiński kolarz torowy
  - John Leckie, brytyjski producent muzyczny
  - James Tamayo, amerykański duchowny katolicki, biskup Laredo
- 1950:
  - Fidèle Agbatchi, beniński duchowny katolicki, arcybiskup metropolita Parakou
  - Wiesław Hartman, polski jeździec sportowy (zm. 2021)
  - Jerzy Kozdroń, polski prawnik, samorządowiec, polityk, poseł na Sejm RP
  - Romuald Łoś, polski żużlowiec, trener (zm. 2009)
  - Vladimír Müller, czeski matematyk, wykładowca akademicki
- 1951:
  - Mirosław Bulzacki, polski piłkarz
  - Rafael Cob García, hiszpański duchowny katolicki, wikariusz apostolski Puyo
  - Wiaczesław Czanow, rosyjski piłkarz, bramkarz, trener
  - Juanjo Dominguez, argentyński gitarzysta klasyczny (zm. 2019)
  - David Johnson, angielski piłkarz (zm. 2022)
  - Gerd Kische, niemiecki piłkarz
  - Fatmir Sejdiu, albański polityk, prezydent Kosowa
- 1952:
  - Winicjusz Chróst, polski gitarzysta, multiinstrumentalista, kompozytor, członek zespołu Breakout (zm. 2020)
  - Władysław Kielian, polski związkowiec, polityk, poseł na Sejm RP
- 1953:
  - Marek Chołoniewski, polski wykładowca muzyczny, animator kultury
  - Mariola Kukuła, polska aktorka
- 1954:
  - Denis Grondin, kanadyjski duchowny katolicki, biskup Rimouski
  - Ang Lee, amerykański reżyser filmowy pochodzenia tajwańskiego
  - Uli Stein, niemiecki piłkarz, bramkarz
  - Francis Zammit Dimech, maltański prawnik, polityk, minister spraw zagranicznych, eurodeputowany (zm. 2025)
  - Lionel Zinsou, beniński polityk, premier Beninu
- 1955:
  - Toshio Hosokawa, japoński kompozytor
  - Vladimir Milić, serbski lekkoatleta, kulomiot
  - Joseph Nsubuga, ugandyjski bokser (zm. 2013)
  - Jörg Peter, niemiecki lekkoatleta, długodystansowiec i maratończyk
  - Graeme Revell, nowozelandzki kompozytor muzyki filmowej
  - Zbigniew Urbanowicz, polski piłkarz ręczny
  - Marijan Vlak, chorwacki piłkarz, bramkarz, trener
- 1956:
  - Alicja Jaskiernia, polska politolog, profesor nauk społecznych
  - Darrell Pace, amerykański łucznik
  - Dianne Reeves, amerykańska wokalistka jazzowa
  - Katrin Saß, niemiecka aktorka filmowa, teatralna i telewizyjna
  - Bogdan Serwiński, polski trener siatkówki
  - Dwight Yoakam, amerykański piosenkarz, aktor
- 1957:
  - Paul Kagame, rwandyjski polityk, prezydent Rwandy
  - Joaquim Wladimir Lopes Dias, brazylijski duchowny katolicki, biskup Colatiny
  - Adam Nawałka, polski piłkarz, trener
  - Wołodymyr Raskatow, ukraiński pływak, trener (zm. 2014)
  - Graham Rix, angielski piłkarz, trener
- 1958:
  - Stefan Chazbijewicz, polski reżyser filmowy
  - Stanisław Chmielewski, polski prawnik, samorządowiec, polityk, poseł na Sejm RP
  - Jerzy Chudeusz, polski koszykarz, trener
  - Ralf-Guido Kuschy, niemiecki kolarz torowy (zm. 2008)
  - Liv Signe Navarsete, norweska polityk
  - Frank Schaffer, niemiecki lekkoatleta, sprinter
  - Thierry van Werveke, luksemburski aktor (zm. 2009)
- 1959:
  - Atanas Komszew, bułgarski zapaśnik (zm. 1994)
  - Walter Pichler, niemiecki biathlonista
  - Sam Raimi, amerykański aktor, reżyser, scenarzysta i producent filmowy pochodzenia żydowskiego
  - Weird Al Yankovic, amerykański muzyk, satyryk, parodysta
- 1960:
  - Mirwais Ahmadzaï, francuski muzyk, kompozytor, producent muzyczny pochodzenia afgańsko-włoskiego
  - Randy Pausch, amerykański informatyk (zm. 2008)
  - Wayne Rainey, amerykański motocyklista wyścigowy
  - Ryszard Wilczyński, polski polityk, samorządowiec, wojewoda opolski
  - Dorota Zięciowska, polska aktorka
- 1961:
  - Laurie Halse Anderson, amerykańska autorka książek dla dzieci i młodzieży
  - David Kitay, amerykański kompozytor muzyki filmowej
  - Tomasz Olbratowski, polski dziennikarz, satyryk, felietonista
  - Andoni Zubizarreta, hiszpański piłkarz, bramkarz narodowości baskijskiej
- 1962:
  - Sunday Uti, nigeryjski lekkoatleta, sprinter
  - Christo Van Rensburg, południowoafrykański tenisista
  - Laurie Warder, australijski tenisista
- 1963:
  - Edminas Bagdonas, litewski dyplomata (zm. 2021)
  - Marta Kober, amerykańska aktorka
  - Nune Tumanian, ormiańska rzeźbiarka
  - Rashidi Yekini, nigeryjski piłkarz (zm. 2012)
- 1964:
  - Bogusław Kowalski, polski historyk, polityk, poseł na Sejm RP
  - Tsutomu Shimomura, japoński fizyk, specjalista w dziedzinie zabezpieczeń komputerowych
  - Robert Trujillo, amerykański basista, członek zespołu Metallica
- 1965:
  - Augusten Burroughs, amerykański pisarz
  - Askar Mamin, kazachski polityk, premier Kazachstanu
  - Tomasz Tywonek, polski dziennikarz, rzecznik prasowy rządu
  - Andrzej Woźniak, polski piłkarz, bramkarz, trener
  - Andreas Zülow, niemiecki bokser
- 1966:
  - Cornelia Sirch, niemiecka pływaczka
  - Yan Hong, chińska lekkoatletka, chodziarka
  - Alessandro Zanardi, włoski kierowca wyścigowy
- 1967:
  - Dale Crover, amerykański perkusista, członek zespołu Melvins
  - Salvator Kaçaj, albański piłkarz
  - Miodrag Radulović, czarnogórski piłkarz, trener
  - Agata Wojtyszek, polska nauczycielka, działaczka samorządowa, polityk, wojewoda świętokrzyski
  - Jaime Yzaga, peruwiański tenisista
- 1968:
  - Gesine Cukrowski, niemiecka aktorka
  - Travis Davis, amerykański aktor, reżyser, scenarzysta i producent filmowy (zm. 2009)
  - Marcin Meller, polski historyk, dziennikarz i prezenter telewizyjny pochodzenia żydowskiego
  - Markus Schmidt, austriacki saneczkarz
- 1969:
  - Ricardo Cadena, meksykański piłkarz, trener
  - Trudi Canavan, australijska pisarka
  - Falk Richter, niemiecki dramaturg, reżyser teatralny
  - Christian Schwarzer, niemiecki piłkarz ręczny
- 1970:
  - Grant Imahara, amerykański inżynier, prezenter telewizyjny (zm. 2020)
  - Joanna Jędrejek, polska aktorka
  - Andrea Tagwerker, austriacka saneczkarka
  - Steve Wilder, amerykański aktor
- 1971:
  - Chris Horner, amerykański kolarz szosowy
  - Valentīns Lobaņovs, łotewski piłkarz
  - Andrzej Nowakowski, polski polityk, samorządowiec, poseł na Sejm RP, prezydent Płocka
  - Suzanne Plesman, holenderska hokeistka na trawie
  - Thomas Prugger, włoski snowboardzista
  - Bohuslav Sobotka, czeski polityk, premier Czech
  - Matthew Williamson, brytyjski projektant mody
- 1972:
  - Kate del Castillo, meksykańska aktorka
  - Dhany, włoska piosenkarka
  - Dominika Paleta, polsko-meksykańska aktorka
- 1973:
  - Christian Dailly, szkocki piłkarz
  - Russell Dlamini, eswatyński polityk, premier Eswatini
  - Cristina Paluselli, włoska biegaczka narciarska
  - Matthew Quick, amerykański pisarz
  - Andriej Razin, rosyjski hokeista, trener
  - Natalja Sokołowa, rosyjska biathlonistka
  - Gaël Touya, francuski szablista
- 1974:
  - Aravind Adiga, indyjski pisarz, dziennikarz
  - Stjepan Božić, chorwacki bokser
  - Beatrice Faumuina, nowozelandzka lekkoatletka, dyskobolka
  - Aldo Olcese, peruwiański piłkarz
  - Sander Westerveld, holenderski piłkarz, bramkarz
  - Sławomir Zdun, polski leśnik, poeta, prozaik, grafik (zm. 2020)
- 1975:
  - Lome Faʻatau, samoański rugbysta
  - Keith Van Horn, amerykański koszykarz
  - Manuela Velasco, hiszpańska aktorka, prezenterka telewizyjna
- 1976:
  - Percy Colque, boliwijski piłkarz
  - Jon Huertas, amerykański aktor
  - Roman Poważny, rosyjski żużlowiec
  - Ryan Reynolds, kanadyjski aktor, producent telewizyjny i filmowy
  - Eurazja Srzednicka, polska wokalistka, kompozytorka
- 1977:
  - Brad Haddin, australijski krykiecista
  - Aleksandre Iaszwili, gruziński piłkarz
  - Wiktorija Siumar, ukraińska dziennikarka, polityk
- 1978:
  - Jimmy Bullard, angielski piłkarz
  - Jana Dementjewa, ukraińska wioślarka
  - Archie Thompson, australijski piłkarz
  - Wang Nan, chińska tenisistka stołowa
- 1979:
  - Simon Davies, walijski piłkarz
  - Ferdinand Feldhofer, austriacki piłkarz
  - Lynn Greer, amerykański koszykarz
  - Aleš Kokot, słoweński piłkarz
  - Sopio Tkeszelaszwili, gruzińska szachistka
- 1980:
  - Mate Bilić, chorwacki piłkarz
  - Wasilij Roczew, rosyjski biegacz narciarski
- 1981:
  - Jeroen Bleekemolen, holenderski kierowca wyścigowy
  - Alejandro Marque, hiszpański kolarz szosowy
  - Olivier Occéan, kanadyjski piłkarz
- 1982:
  - Valentin Badea, rumuński piłkarz
  - Rodolfo Dantas Bispo, brazylijski piłkarz
  - Ana Dulce Félix, portugalska lekkoatletka, biegaczka długodystansowa
  - Kristjan Kangur, estoński koszykarz
  - Miguel Lloyd, dominikański piłkarz
  - Aleksandar Luković, serbski piłkarz
  - Manuel Rieke, niemiecki siatkarz
- 1983:
  - Tomasz Chmielewski, polski pięcioboista nowoczesny
  - Jason Cunliffe, guamski piłkarz
  - Goldie Harvey, nigeryjska piosenkarka (zm. 2013)
  - Ianis Zicu, rumuński piłkarz
- 1984:
  - Izabel Goulart, brazylijska modelka
  - Luana de Paula, brazylijska siatkarka
  - Keiren Westwood, irlandzki piłkarz, bramkarz
- 1985:
  - Mohammed Abdellaoue, norweski piłkarz pochodzenia marokańskiego
  - Dušan Domović Bulut, serbski koszykarz
  - Priscilla Faia, kanadyjska aktorka
  - Masiela Lusha, amerykańska aktorka pochodzenia albańskiego
- 1986:
  - Emilia Clarke, brytyjska aktorka
  - Briana Evigan, amerykańska aktorka
  - Olga Frycz, polska aktorka
  - Walerij Lichodiej, rosyjski koszykarz
  - Jessica Stroup, amerykańska aktorka, modelka
- 1987:
  - Milan Borjan, kanadyjski piłkarz, bramkarz pochodzenia serbskiego
  - Carmella, amerykańska wrestlerka, tancerka, modelka
  - Baczana Cchadadze, gruziński piłkarz
  - Kyle Gibson, amerykański baseballista
  - Jacques Maghoma, kongijski piłkarz
  - Jonathan Malen, kanadyjski aktor, producent filmowy
  - Seo In-guk, południowokoreański aktor, piosenkarz
- 1988:
  - Nicolaj Agger, duński piłkarz
  - Nia Ali, amerykańska lekkoatletka, płotkarka
  - Jordan Crawford, amerykański koszykarz
  - Wiktorija Czaplina, rosyjska siatkarka
- 1989:
  - Johnathan Franklin, amerykański futbolista
  - Michaił Hardziejczuk, białoruski piłkarz
  - Andrij Jarmołenko, ukraiński piłkarz
  - Anisia Kirdiapkina, rosyjska lekkoatletka, chodziarka
- 1990:
  - Serdar Aziz, turecki piłkarz
  - Dmitrii Bahov, mołdawski siatkarz
  - Jesper Hansen, duński kolarz szosowy
  - Tayler Hill, amerykańska koszykarka
  - Katarzyna Kędziora, polska szablistka
  - Paradise Oskar, fiński piosenkarz, kompozytor pochodzenia szwedzkiego
  - Barbara Sobaszkiewicz, polska tenisistka
  - Julián Velázquez, argentyński piłkarz
  - McRae Williams, amerykański narciarz dowolny
  - Zé Manuel, portugalski piłkarz
- 1991:
  - Antonela Ayelen Curatola, argentyńska siatkarka
  - Árpád Baróti, węgierski siatkarz
  - Dominika Błach, polska judoczka
  - Emil Forsberg, szwedzki piłkarz
  - Nikołaj Olunin, rosyjski snowboardzista
- 1992:
  - Julija Gałyszewa, kazachska narciarka dowolna
  - Thomas Kaminski, belgijski piłkarz, bramkarz pochodzenia polskiego
  - Álvaro Morata, hiszpański piłkarz
  - Ryan Stassel, amerykański snowboardzista
- 1993:
  - Yoel Bárcenas, panamski piłkarz
  - Fabinho, brazylijski piłkarz
  - Taylor Spreitler, amerykańska aktorka
- 1994:
  - Patimat Abakarowa, azerska zawodniczka taekwondo pochodzenia rosyjskiego
  - Peter Chol, południowosudański piłkarz
  - Ayoub El-Idrissi, marokański i katarski judoka
  - Matt Graham, australijski narciarz dowolny
  - Nikki Hiltz, amerykański lekkoatleta, średniodystansowiec
  - Gieorgij Kolijew, białoruski i rosyjski zapaśnik
  - Margaret Qualley, amerykańska aktorka, modelka
  - Ramin Taherisartang, irański zapaśnik
- 1995:
  - Ireland Baldwin, amerykańska modelka, aktorka
  - Agnes Tirop Chebet, kenijska lekkoatletka, biegaczka długodystansowa (zm. 2021)
  - Clayton, brazylijski piłkarz
  - Tumelo Khutlang, lesotyjski piłkarz
  - Dominik Neuman, czeski kolarz szosowy
  - Lubow Owczarowa, rosyjska zapaśniczka
- 1996:
  - Julius van den Berg, holenderski kolarz szosowy
  - Dayle Coleing, gibraltarski piłkarz, bramkarz
  - Lukáš Provod, czeski piłkarz
  - Abdul Rwatubyaye, rwandyjski piłkarz
  - Paweł Stabrawa, polski siatkarz
  - Lyra Valkyria, irlandzka wrestlerka
- 1997:
  - Ezri Konsa, angielski piłkarz pochodzenia kongijsko-angolskiego
  - Élie Okobo, francuski koszykarz pochodzenia kongijskiego
- 1998:
  - Rihem Ayari, tunezyjska zapaśniczka
  - Jordan Goodwin, amerykański koszykarz
  - František Holík, czeski skoczek narciarski
  - Amandla Stenberg, amerykańska aktorka
- 1999:
  - Gijs Leemreize, holenderski kolarz szosowy
  - Samuel Tefera, etiopski lekkoatleta, średniodystansowiec
  - Mai Yamamoto, japońska koszykarka
- 2000 – Hanna Ferm, szwedzka piosenkarka
- 2001:
  - Prince Mouandza, kongijski piłkarz
  - Mina Sundwall, amerykańska aktorka
- 2002:
  - Elkan Baggott, indonezyjski piłkarz
  - Alberto Ginés López, hiszpański wspinacz sportowy
- 2006 – Wiktor Wernikos, grecki piosenkarz pochodzenia duńskiego

## Zmarli
- 42 p.n.e. – Marek Juniusz Brutus, rzymski polityk, senator (ur. 85 p.n.e.)
- 902 – Ibrahim II ibn Ahmad, emir z dynastii Aghlabidów w Ifrikijji (ur. 850)
- 930 – Daigo, cesarz Japonii (ur. 885)
- 949 – Yōzei, cesarz Japonii (ur. 869)
- 1307 – Fasold z Wierzbna, śląski arystokrata (ur. ?)
- 1424 – Jadwiga z Melsztyna, księżna niemodlińska, strzelecka, prudnicka i głogówecka, wojewodzianka krakowska (ur. ok. 1388)
- 1456 – Jan Kapistran, włoski franciszkanin, kaznodzieja, święty (ur. 1386)
- 1546 – Peter Flötner, niemiecki grafik, rzeźbiarz, projektant (ur. ok. 1490)
- 1550 – Tiedemann Giese, polski duchowny katolicki, biskup chełmiński i warmiński (ur. 1480)
- 1567 – Andrzej Noskowski, polski duchowny katolicki, biskup płocki, mecenas kultury (ur. 1492)
- 1580 – Ławryn Woyna, podskarbi nadworny litewski (ur. ?)
- 1581 – Michael Neander, niemiecki matematyk, astronom (ur. 1529)
- 1588 – Juan Martinez de Recalde, hiszpański admirał (ur. 1540)
- 1592 – Stanisław Górka, polski szlachcic, wojewoda poznański (ur. 1538)
- 1628 – Tomé de Faría, portugalski duchowny katolicki, biskup pomocniczy lizboński (ur. 1581)
- 1635 – Wilhelm Schickard, niemiecki pastor, matematyk, orientalista, konstruktor (ur. 1592)
- 1688 – Charles du Fresne, francuski prawnik, historyk, leksykograf (ur. 1610)
- 1700 – Anna Maria Burbon-Condé, francuska arystokratka (ur. 1675)
- 1714 – Philip Wilhelm von Hörnigk, niemiecki ekonomista (ur. 1640)
- 1725 – Charles Whitworth, brytyjski arystokrata, polityk, dyplomata (ur. 1675)
- 1794:
  - Maria Kordula Józefa od św. Dominika Barré, francuska zakonnica, męczennica, błogosławiona (ur. 1750)
  - Anna Maria Erraux, francuska zakonnica, męczennica, błogosławiona (ur. 1762)
  - Maria Franciszka Lacroix, francuska zakonnica, męczennica, błogosławiona (ur. 1753)
  - Józefina Leroux, francuska zakonnica, męczennica, błogosławiona (ur. 1747)
  - Maria Scholastyka Józefa od św. Jakuba Leroux, francuska zakonnica, męczennica, błogosławiona (ur. 1749)
  - Maria Klotylda od św. Franciszka Borgiasza Paillot, francuska zakonnica, męczennica, błogosławiona (ur. 1739)
- 1799:
  - József Batthyány, węgierski duchowny katolicki, arcybiskup Ostrzyhomia, prymas Węgier, kardynał (ur. 1727)
  - Teofila Bogumiła Glińska, polska poetka (ur. 1762/63)
  - William Paca, amerykański prawnik, polityk (ur. 1740)
- 1801 – Johann Gottlieb Naumann, niemiecki kompozytor, dyrygent (ur. 1741)
- 1817 – Antonio Lante Montefeltro della Rovere, włoski kardynał (ur. 1737)
- 1833 – Paweł Tống Viết Bường, wietnamski męczennik i święty katolicki (ur. 1773)
- 1842:
  - Wilhelm Gesenius, niemiecki teolog ewangelicki, orientalista, wykładowca akademicki (ur. 1786)
  - Michael Johann Wagner, austriacki duchowny katolicki, biskup Sankt Pölten (ur. 1788)
- 1846 – Pierre Galichet, francuski arystokrata, pułkownik, przedsiębiorca rolny, ziemianin osiadły w Polsce (ur. 1775)
- 1852 – Georg August Wallin, fiński językoznawca, orientalista, etnolog, podróżnik (ur. 1811)
- 1867 – Franz Bopp, niemiecki językoznawca, sanskrytolog, wykładowca akademicki (ur. 1791)
- 1869 – Edward Stanley, brytyjski arystokrata, polityk, premier Wielkiej Brytanii (ur. 1799)
- 1872 – Théophile Gautier, francuski prozaik, poeta, dramaturg, krytyk sztuki (ur. 1811)
- 1874 – Abraham Geiger, niemiecki rabin, twórca judaizmu reformowanego (ur. 1810)
- 1880 – Bettino Ricasoli, włoski polityk, premier Włoch (ur. 1809)
- 1887 – Elihu B. Washburne, amerykański polityk (ur. 1816)
- 1890:
  - Ferdinand von Rayski, niemiecki malarz, grafik (ur. 1806)
  - Arnould Rèche, francuski lasalianin, błogosławiony (ur. 1838)
- 1891:
  - Barbara Bronisława Czarnowska, polska podchorąży, żołnierka powstania listopadowego (ur. 1810)
  - Ignacy Fonberg, polski chemik, lekarz (ur. 1801)
- 1892 – Paweł Rzewuski, polski duchowny katolicki, nominat sufragan warszawski (ur. 1804)
- 1896 – William Alexander Clouston, brytyjski folklorysta (ur. 1843)
- 1900:
  - Anton Oberbeck, niemiecki fizyk, wykładowca akademicki (ur. 1846)
  - Josyf Sembratowycz, ukraiński duchowny greckokatolicki, arcybiskup metropolita halicki (ur. 1821)
- 1906 – Aleksandr Wiesiełowski, rosyjski teoretyk literatury (ur. 1838)
- 1908 – Jerzy Sewer Dunin Borkowski, polski hrabia, ziemianin, heraldyk, działacz społeczny, polityk (ur. 1856)
- 1910 – Rama V, król Tajlandii (ur. 1853)
- 1911:
  - Bolesław Ładnowski, polski aktor, reżyser teatralny, pedagog (ur. 1841)
  - William Onslow, brytyjski arystokrata, polityk, gubernator Nowej Zelandii (ur. 1853)
  - Stanisław Stojałowski, polski duchowny katolicki, polityk, wydawca (ur. 1845)
- 1912:
  - Hryhorij Cehłynski, ukraiński polityk, działacz społeczny i gospodarczy, pedagog, pisarz, publicysta (ur. 1853)
  - Ilja Cyon, rosyjsko-francuski lekarz, fizjolog, wykładowca akademicki, polityk (ur. 1843)
- 1913:
  - Auguste Henri Jacob, francuski żołnierz, uzdrowiciel (ur. 1828)
  - Edwin Klebs, niemiecki patolog (ur. 1834)
- 1914:
  - Roman Dallmajer, polski lekarz, poeta, uczestnik powstania styczniowego, oficer armii serbskiej (ur. 1844)
  - José Evaristo Uriburu, argentyński prawnik, polityk, prezydent Argentyny (ur. 1831)
- 1915 – W.G. Grace, angielski krykiecista (ur. 1848)
- 1917 – Eugène Grasset, szwajcarski grawer, plakacista, dekorator, architekt (ur. 1845)
- 1918 – Paul Lotz, niemiecki pilot wojskowy, as myśliwski (ur. 1895)
- 1919:
  - Adolf Kurrein, austriacki rabin, teolog, działacz syjonistyczny (ur. 1846)
  - Innocenty (Sołodczin), rosyjski biskup prawosławny (ur. 1842)
- 1920:
  - Edmund Michael, niemiecki nauczyciel, mykolog (ur. 1849)
  - Anton Weichselbaum, austriacki patolog, bakteriolog, wykładowca akademicki (ur. 1845)
  - Hermann Zschokke, austriacki duchowny katolicki, biskup pomocniczy Wiednia (ur. 1838)
- 1921:
  - John Boyd Dunlop, szkocki weterynarz, wynalazca (ur. 1840)
  - Henry Oyen, amerykański pisarz pochodzenia norweskiego (ur. 1882)
- 1925 – Jerzy Turnau, polski ziemianin, literat, malarz (ur. 1869)
- 1927 – Adolf Cambridge, brytyjski arystokrata, członek rodziny królewskiej (ur. 1868)
- 1932 – Ahmad Szauki, egipski poeta, dramaturg, tłumacz (ur. 1868)
- 1933:
  - William N. Doak, amerykański polityk, sekretarz pracy (ur. 1882)
  - Johannes Olav Fallize, luksemburski duchowny katolicki, prefekt i wikariusz apostolski Norwegii (ur. 1844)
- 1934 – Artur Markowicz, polski malarz, litograf (ur. 1872)
- 1936:
  - Józef Maria Fernández Sánchez, hiszpański lazarysta, męczennik, błogosławiony (ur. 1875)
  - Leonard Olivera Buera, hiszpański duchowny katolicki, męczennik, błogosławiony (ur. 1889)
  - Honorat Zorraquino Herrero, hiszpański lasalianin, męczennik, błogosławiony (ur. 1908)
- 1937 – Mychajło Semenko, ukraiński poeta (ur. 1892)
- 1938 – Jean-Guy Gautier, francuski rugbysta (ur. 1875)
- 1939:
  - Edward Brzeski, polski major (ur. 1887)
  - Mieczysław Chłapowski, polski ziemianin, działacz społeczny (ur. 1874)
  - Herbert Fischer, niemiecki generał (ur. 1882)
  - Hans Gierke, polski ziemianin pochodzenia niemieckiego (ur. 1895)
  - Zane Grey, amerykański pisarz (ur. 1872)
  - Zygmunt Irżabek, polski nauczyciel, działacz społeczny (ur. 1880)
  - Apolinary Jankowski, polski polityk, prezydent Inowrocławia (ur. 1899)
- 1940:
  - Max Askanazy, niemiecko-szwajcarski patolog, wykładowca akademicki pochodzenia żydowskiego (ur. 1865)
  - George B. Cortelyou, amerykański polityk, sekretarz handlu i pracy, sekretarz skarbu (ur. 1862)
  - Adam Michał Zamoyski, polski ziemianin, oficer, działacz społeczno-polityczny (ur. 1873)
- 1942 – Bohdan Górski, polski major piechoty (ur. 1894)
- 1943:
  - Mieczysław Figuła, polski działacz socjalistyczny, komunistyczny i robotniczy (ur. 1905)
  - Ilja Krasnow, radziecki wojskowy, konspirator antysowiecki (ur. 1907)
- 1944:
  - Charles Glover Barkla, brytyjski fizyk, laureat Nagrody Nobla (ur. 1877)
  - Arthur Blake, amerykański lekkoatleta, średniodystansowiec (ur. 1872)
  - Paul Palén, szwedzki strzelec sportowy (ur. 1881)
- 1945 – Pierre Cérésole, szwajcarski inżynier, działacz pokojowy (ur. 1879)
- 1946 – Ernest Thompson Seton, amerykański rysownik, pisarz, pionier skautingu pochodzenia angielsko-kanadyjskiego (ur. 1860)
- 1948 – Eugeniusz Morawski-Dąbrowa, polski kompozytor, malarz, pedagog (ur. 1876)
- 1949:
  - Stanisław Barabasz, polski malarz, architekt, pedagog, nestor polskiego narciarstwa (ur. 1857)
  - John Robert Clynes, brytyjski związkowiec, polityk (ur. 1869)
  - Izak Nożyk, polski aktor pochodzenia żydowskiego (ur. ?)
  - Almanzo Wilder, amerykański pionier, farmer, stolarz (ur. 1857)
- 1950 – Al Jolson, amerykański piosenkarz, pianista, aktor, komik pochodzenia żydowskiego (ur. 1886)
- 1952:
  - Józef Gumowski, polski major, żołnierz AK (ur. 1916)
  - Susan Peters, amerykańska aktorka (ur. 1921)
  - Edmund Rosochacki, polski porucznik, uczestnik podziemia antykomunistycznego (ur. 1920)
- 1953:
  - Karol Kowalski-Wierusz, polski malarz, działacz niepodległościowy (ur. 1869)
  - Maurice Lugeon, szwajcarski geolog, morfolog, wykładowca akademicki (ur. 1870)
- 1954 – Józef Grycz, polski bibliotekarz, organizator bibliotekarstwa (ur. 1890)
- 1956: 
  - Franciszek Fesser, polski górnik, związkowiec, polityk, poseł na Sejm Śląski (ur. 1885)
  - August Kubizek, austriacki dyrygent, przyjaciel Adolfa Hitlera z okresu młodości (ur. 1888)
- 1957 – Siergiej Bołdyriew, rosyjski pułkownik, kolaborant, emigracyjny publicysta kozacki (ur. 1890)
- 1958 – Tadeusz Czapczyński, polski historyk literatury, nauczyciel (ur. 1884)
- 1959 – Justyn Figas, polski duchowny katolicki, franciszkanin, działacz polonijny (ur. 1886)
- 1960:
  - Franciszek Popiołek, polski nauczyciel, historyk (ur. 1868)
  - Zuzanna Rabska, polska pisarka, tłumaczka (ur. 1888)
- 1961:
  - Aymo Maggi, włoski kierowca wyścigowy (ur. 1903)
  - Wojciech Zaleski, polski polityk nacjonalistyczny (ur. 1906)
- 1963 – Ignacy Bielecki, polski kapitan armii austro-węgierskiej, lekarz, działacz społeczny (ur. 1862)
- 1964:
  - Arthur Creech Jones, brytyjski związkowiec, polityk (ur. 1891)
  - Władysław Szenajch, polski lekarz pediatra, polityk, kierownik resortu zdrowia (ur. 1879)
  - Henryk Szpidbaum, polski lekarz, antropolog pochodzenia żydowskiego (ur. 1902)
- 1965:
  - Ernest Beaglehole, nowozelandzki psycholog, etnolog, wykładowca akademicki (ur. 1906)
  - Wincenty Kazimierz Łąkowski, polski działacz komunistyczny i socjalistyczny (ur. 1888)
  - Wasilij Nowikow, radziecki generał porucznik (ur. 1898)
- 1966:
  - Franciszek Jóźwiak, polski generał dywizji, polityk, działacz komunistyczny, komendant MO, prezes NIK, minister kontroli państwowej (ur. 1895)
  - Borys Połozow, rosyjski generał major, emigrant (ur. 1888)
- 1967:
  - Kazimierz Greger, polski fotograf, handlowiec, wydawca, mecenas (ur. 1887)
  - Einar Karlsson, szwedzki piłkarz (ur. 1909)
  - Józef Adam Plebański, polski inżynier, radiotechnik, przedsiębiorca (ur. 1887)
- 1968:
  - Sławomir Dabulewicz, polski polityk, poseł na Sejm RP (ur. 1891)
  - Naima Wifstrand, szwedzka aktorka, reżyserka, śpiewaczka operetkowa, kompozytorka (ur. 1890)
- 1971:
  - Mara Malejewa, bułgarska lekarka, pierwsza dama (ur. 1911)
  - Ion Rimaru, rumuński seryjny morderca (ur. 1946)
- 1972:
  - Rinus van den Berge, holenderski lekkoatleta, sprinter (ur. 1900)
  - Josef Fuglewicz, austriacki inżynier górnik, wykładowca akademicki pochodzenia polskiego (ur. 1876)
- 1973:
  - Zainal Abidin Ahmad, malezyjski pisarz, językoznawca, wykładowca akademicki (ur. 1895)
  - Ralph Mulford, amerykański kierowca wyścigowy (ur. 1884)
  - Menasze Oppenheim, polski aktor pochodzenia żydowskiego (ur. 1905)
  - Halina Waszkis, polska literaturoznawczyni, pedagog (ur. 1931)
- 1974:
  - Raymond Bracken, amerykański strzelec sportowy (ur. 1891)
  - Benedykt Hirszowicz, polski podpułkownik, działacz komunistyczny pochodzenia żydowskiego (ur. 1908)
  - Władimir Iljin, rosyjski emigracyjny filozof, teolog, muzykolog, pisarz, publicysta, wykładowca akademicki, propagandysta antysowiecki podczas II wojny światowej (ur. 1891)
- 1975:
  - Joseph De Craecker, belgijski szpadzista (ur. 1891)
  - Marian Henryk Serejski, polski historyk, mediewista, historyk historiografii, wykładowca akademicki (ur. 1897)
  - Gustaw Wuttke, polski geograf, encyklopedysta, wykładowca akademicki (ur. 1887)
- 1976 – Walerian (Stefanović), serbski biskup prawosławny (ur. 1908)
- 1977:
  - Victor Hugo Díaz, argentyński muzyk, kompozytor (ur. 1927)
  - Celina Klimczak, polska aktorka (ur. 1916)
  - Victor Linart, belgijski kolarz torowy i szosowy (ur. 1889)
- 1978:
  - Aleksandr Abdalin, radziecki polityk (ur. 1906)
  - Roman Romanow, rosyjski książę (ur. 1896)
- 1979:
  - Antonio Caggiano, argentyński duchowny katolicki, arcybiskup metropolita Buenos Aires i prymas Argentyny, kardynał (ur. 1889)
  - Clarence Newton, kanadyjski bokser (ur. 1899)
  - José de Villapadierna, hiszpański kierowca wyścigowy (ur. 1909)
- 1980:
  - Gustav Krukenberg, niemiecki SS-Brigadeführer (ur. 1888)
  - Franciszek Plocek, polski rolnik, działacz niepodległościowy, polityk, senator i poseł na Sejm RP (ur. 1894)
- 1981 – Otylia Kałuża, polska lekkoatletka, sprinterka i biegaczka średniodystansowa, trenerka (ur. 1907)
- 1982 – Irena Gawęcka, polska aktorka (ur. 1901)
- 1983 – Andrzej Hartman, polski fizyk, wspinacz (ur. 1949)
- 1984:
  - Franciszek Dominiak, polski aktor (ur. 1897)
  - José Muguerza, hiszpański piłkarz, trener (ur. 1911)
  - Oskar Werner, austriacki aktor (ur. 1922)
- 1985:
  - Tadeusz Hołuj, polski pisarz, publicysta (ur. 1916)
  - Mario Prassinos, francuski malarz, ilustrator pochodzenia greckiego (ur. 1916)
- 1986:
  - Edward Adelbert Doisy, amerykański biochemik, laureat Nagrody Nobla (ur. 1893)
  - Georg Funkquist, szwedzki aktor (ur. 1900)
  - Wiesław Sobierajski, polski matematyk, dyplomata (ur. 1913)
- 1987:
  - Jimmy Mullen, angielski piłkarz (ur. 1923)
  - Alejandro Scopelli, argentyńsko-włoski piłkarz, trener (ur. 1908)
- 1988:
  - Zdeněk Novák, czechosłowacki generał armii (ur. 1891)
  - Stefan Turczak, ukraiński dyrygent (ur. 1938)
- 1989 – Anatolij Łutikow, rosyjski szachista (ur. 1933)
- 1990:
  - Berthold Lubetkin, brytyjski architekt pochodzenia rosyjskiego (ur. 1901)
  - Alicja Sędzińska, polska aktorka (ur. 1934)
- 1991:
  - Wilhelm Heerde, niemiecki rzeźbiarz, polityk nazistowski (ur. 1898)
  - Konrad Kapler, szkocki bokser (ur. 1925)
  - Július Torma, czechosłowacki bokser (ur. 1923)
- 1992 – Ewa Bonacka, polska aktorka, reżyserka teatralna (ur. 1912)
- 1993:
  - Wacław Felczak, polski historyk, wykładowca akademicki, kurier i emisariusz Rządu RP na uchodźstwie (ur. 1916)
  - Szota Lomidze, gruziński zapaśnik (ur. 1936)
  - Henri Mazeaud, francuski prawnik, wykładowca akademicki (ur. 1900)
  - Elena Nicolai, włoska śpiewaczka operowa (mezzosopran) pochodzenia bułgarskiego (ur. 1905)
  - Estera Wodnar, polska reżyserka teatralna pochodzenia żydowskiego (ur. 1912)
  - Antoni Żurawski, polski związkowiec, polityk, senator RP (ur. 1934)
- 1994 – Stanisław Węcławik, polski geolog, wykładowca akademicki (ur. 1927)
- 1995:
  - Józef Balcerek, polski socjolog, wykładowca akademicki (ur. 1922)
  - Eugeniusz Iwańczyk-Wiślicz, polski generał brygady, polityk, poseł na Sejm Ustawodawczy, wojewoda kielecki (ur. 1911)
- 1996:
  - Kurt Freund, czesko-kanadyjski seksuolog pochodzenia żydowskiego (ur. 1914)
  - Harold Hughes, amerykański polityk (ur. 1922)
  - Michel Kelber, francuski operator filmowy pochodzenia ukraińskiego (ur. 1908)
  - Piotr Szumowski, polski przedsiębiorca, działacz spółdzielczy, polityk, poseł na Sejm RP (ur. 1897)
- 1997:
  - Stefania Grudzińska, polska astronom, wykładowczyni akademicka (ur. 1930)
  - Bert Haanstra, holenderski reżyser filmowy (ur. 1916)
  - Cecylia Moderacka, polska polityk, poseł na Sejm PRL (ur. 1921)
  - Michael Peter, niemiecki hokeista na trawie (ur. 1949)
  - Alfredo Ramos dos Santos, brazylijski piłkarz (ur. 1920)
  - Luther George Simjian, ormiańsko-amerykański wynalazca (ur. 1905)
  - Leszek Wiatrowski, polski historyk, wykładowca akademicki (ur. 1930)
  - Danuta Wierzbowska, polska lekkoatletka, biegaczka średniodystansowa (ur. 1945)
- 1998:
  - Noel Carroll, irlandzki lekkoatleta, średniodystansowiec (ur. 1941)
  - Stanisław Grzybek, polski duchowny katolicki, biblista, tłumacz (ur. 1915)
  - Silviu Stănculescu, rumuński aktor (ur. 1932)
- 1999 – András Hegedüs, węgierski polityk komunistyczny, premier Węgier (ur. 1922)
- 2000:
  - Hans Ertl, niemiecki operator filmowy, fotograf (ur. 1908)
  - Nils Täpp, szwedzki biegacz narciarski (ur. 1917)
  - Yokozuna, amerykański wrestler pochodzenia samoańskiego (ur. 1966)
- 2001:
  - Ken Aston, angielski sędzia piłkarski (ur. 1915)
  - Josh Kirby, brytyjski malarz, grafik (ur. 1928)
- 2002:
  - Adolph Green, amerykański aktor (ur. 1914)
  - Richard Helms, amerykański oficer wywiadu (ur. 1913)
- 2003:
  - Vlasta Pokorná-Depetrisová, czeska tenisistka stołowa (ur. 1920)
  - Song Meiling, chińska polityk (ur. 1897)
- 2004:
  - Robert Merrill, amerykański śpiewak operowy (baryton) (ur. 1917)
  - Friedel Neuber, niemiecki bankier, polityk (ur. 1935)
  - Bill Nicholson, angielski piłkarz (ur. 1919)
- 2005 – Jaime del Burgo Torres, hiszpański historyk, prozaik, dramaturg, publicysta (ur. 1912)
- 2006:
  - Lech Lutogniewski, polski dziennikarz (ur. 1953)
  - Egon Piechaczek, polski piłkarz, trener (ur. 1931)
  - Todd Skinner, amerykański wspinacz (ur. 1958)
- 2008:
  - Édouard Stako, francuski piłkarz (ur. 1934)
  - Frank William Walbank, brytyjski historyk starożytności (ur. 1909)
- 2009 – Collins Mbulo, zambijski piłkarz, bramkarz (ur. 1971)
- 2010:
  - Francis Crippen, amerykański pływak (ur. 1984)
  - Janusz Królik, polski historyk sztuki, muzealnik, malarz (ur. 1932)
  - David Thompson, barbadoski polityk, premier Barbadosu (ur. 1961)
- 2011:
  - Herbert Hauptman, amerykański matematyk, chemik, biofizyk, laureat Nagrody Nobla pochodzenia żydowskiego (ur. 1917)
  - Bronislovas Lubys, litewski inżynier, przedsiębiorca, polityk, premier Litwy (ur. 1938)
  - Marco Simoncelli, włoski motocyklista wyścigowy (ur. 1987)
  - Bogdan Zakrzewski, polski historyk literatury (ur. 1916)
- 2012:
  - Wilhelm Brasse, polski fotograf, więzień obozu koncentracyjnego Auschwitz-Birkenau (ur. 1917)
  - Aleksandra Olędzka-Frybesowa, polska poetka, eseistka, tłumaczka (ur. 1923)
  - Edward Schwarzer, polski wioślarz (ur. 1929)
  - Janusz Tarnowski, polski duchowny katolicki, pedagog (ur. 1919)
- 2013:
  - Ene-Lille Kitsing, estońska koszykarka (ur. 1934)
  - Anthony Caro, brytyjski rzeźbiarz (ur. 1924)
  - Wojciech Szkiela, polski dziennikarz sportowy (ur. 1933)
- 2014:
  - Brygida Frosztęga-Kmiecik, polska reżyser i scenarzystka filmowa, dziennikarka (ur. 1981)
  - Dariusz Kmiecik, polski dziennikarz (ur. 1980)
  - Ramiro Pinilla, hiszpański pisarz (ur. 1923)
- 2015:
  - Piotr Antosik, polski matematyk (ur. 1929)
  - Krunoslav Hulak, chorwacki szachista (ur. 1951)
  - Roar Johansen, norweski piłkarz (ur. 1935)
  - Roman Łubkiwski, ukraiński poeta, tłumacz, dyplomata (ur. 1941)
  - Kazimierz Śliwa, polski podoficer Polskich Sił Zbrojnych na Zachodzie i AK, cichociemny (ur. 1925)
  - Paride Tumburus, włoski piłkarz (ur. 1939)
- 2016:
  - Chalifa ibn Ahmad Al Sani, emir Kataru (ur. 1932)
  - Pete Burns, brytyjski wokalista, autor tekstów, członek zespołu Dead or Alive (ur. 1959)
  - Jack Chick, amerykański autor i wydawca komiksów religijnych (ur. 1924)
  - Tom Hayden, amerykański pisarz, działacz społeczny, polityk (ur. 1939)
  - Jimmy Perry, brytyjski aktor, scenarzysta filmowy, kompozytor (ur. 1923)
  - Jerzy Szymczyk, polski siatkarz, trener, wykładowca akademicki (ur. 1942)
  - Wim van der Voort, holenderski łyżwiarz szybki (ur. 1923)
- 2017:
  - Walter Lassally, brytyjski operator filmowy (ur. 1926)
  - Maria Uszacka, polska ilustratorka (ur. 1932)
  - Zenon Ważny, polski lekkoatleta, tyczkarz (ur. 1929)
- 2018:
  - Eladio Benítez, urugwajski piłkarz (ur. 1939)
  - Włodzimierz Głodek, polski operator filmowy (ur. 1954)
  - James Karen, amerykański aktor (ur. 1923)
  - Alojz Rebula, słoweński prozaik, eseista, dramaturg, tłumacz (ur. 1924)
- 2019:
  - Demetrio Jiménez Sánchez-Mariscal, hiszpański duchowny katolicki, prałat terytorialny Cafayate (ur. 1963)
  - Brian Noble, brytyjski duchowny katolicki, biskup Shrewsbury (ur. 1936)
  - Lili Susser, polska Żydówka, pamiętnikarka (ur. 1927)
  - Alfred Znamierowski, polski dziennikarz, heraldyk, weksylolog (ur. 1940)
- 2020:
  - Janusz Połom, polski reżyser, fotograf, poeta, operator filmowy (ur. 1950)
  - Zbigniew Szpyt, polski trener siatkarski (ur. 1929)
- 2021:
  - Marcel Bluwal, francuski reżyser i scenarzysta filmowy (ur. 1925)
  - Aleksander Rogożkin, rosyjski reżyser i scenarzysta filmowy (ur. 1949)
  - Sirkka Turkka, fińska poetka, pisarka (ur. 1939)
- 2022:
  - Marian Fuks, polski historyk, wykładowca akademicki (ur. 1914)
  - Jiří Kraus, czeski językoznawca, leksykograf, tłumacz, wykładowca akademicki (ur. 1935)
  - Andrzej Mikołajczak, polski klawiszowiec, kompozytor, aranżer, członek zespołów Tarpany i ABC (ur. 1946)
  - Adriano Moreira, portugalski prawnik, wykładowca akademicki, polityk (ur. 1922)
- 2023:
  - Marek Keller, polski muzyk, tancerz, mecenas kultury i sztuki, kolekcjoner, marszand, filantrop (ur. 1946)
  - István Láng, węgierski kompozytor (ur. 1933)
  - Enrique Macaraeg, filipiński duchowny katolicki, biskup Tarlac (ur. 1955)
  - Bernard Morel, francuski szablista (ur. 1925)
  - Mirosław Obłoński, polski piosenkarz, autor tekstów (ur. 1938)
- 2024:
  - Hama Amadou, nigerski polityk, premier Nigru (ur. 1950)
  - Geoff Capes, brytyjski lekkoatleta, kulomiot, strongman (ur. 1949)
  - Leon Cooper, amerykański fizyk, wykładowca akademicki, laureat Nagrody Nobla (ur. 1930)
  - Jack Jones, amerykański piosenkarz (ur. 1938)
  - Marian Pieczka, polski gimnastyk sportowy (ur. 1951)